# Josep Juan i Domènech
Josep Juan i Domènech (Barcelona, 1900 - 1979) fou un Aanarco-sindicalista, conegut com a Josep J. Domènech. Obrer del ram del vidre, fou president del Sindicat del Vidre de Barcelona de la CNT i de la Federació Nacional del mateix ram. També fou secretari de la CRTC (gener 1936).

## Biografia
Havia nascut a les Corts i residí a Sants. Com a obrer del vidre s'afilià a CNT des d'on participà com a delegat del Sindicat de la Indústria Vidriera de Barcelona a la conferència de Catalunya celebrada a Barcelona l'any 1931, al congrés extraordinari de Madrid el juny del mateix any, i al Ple regional de Sindicats Únics celebrat a Barcelona l'any 1933.
Arriba a secretari del Comitè Regional de Catalunya de la CNT en començar la guerra civil en substitució de Dionís Eroles i Batlló.
Amb l'entrada durant la guerra dels anarquistes al govern Companys, fou conseller de la Generalitat de Catalunya: de Proveïments (26-09-36 al 17-12-36), de Serveis Públics (17-12-36 al 3-04-37), d'Economia, Serveis Públics, Sanitat i Assistència Social (3-04-37 al 16-04-37) i altra vegada de Serveis Públics (16-04-37 al 05-05-37). En aquest darrer càrrec va tenir enfrontaments amb Joan Comorera qui acusava a la CNT de la situació de les subsistències a Barcelona. Va sortir del govern amb l'expulsió de la CNT arran dels fets de maig del 1937 i tornà a desenvolupar les tasques de secretari del comitè CRTC (juliol 1937 – 1939). L'abril de 1938 va proposar sense èxit la independència de Catalunya si les tropes nacionals arribaven a la Mediterrània i signà un pacte d'unitat amb la UGT.
El 1939 s'exilià a França on fou internat en el camp de concentració de Vernet i després al de Djelfa. El 1942 va sortir del camp quan s'enrolà a l'exèrcit britànic. S'alineà amb el sector de la CNT "política" partidari de col·laborar amb els governs de la Segona República Espanyola en l'exili i fou Secretari General de la CNT escindida en el Ple del Moviment Llibertari (França, desembre 1947) fins al ple de 1950. Després d'entrar clandestinament a Catalunya el 1950 tornà a Tolosa de Llenguadoc, on participà en els Congressos de l'AIT de 1951 i 1954. Després del Ple de Clarmont d'Alvèrnia de 1960 tornà a la CNT unificada, però en fou expulsat en el Ple de Bordeus de 1969. Durant la transició espanyola tornà a Barcelona, però es mantingué al marge de la militància.